# Газетний провулок (Ростов-на-Дону)
Газетний провулок (рос. Газетный переулок)   — провулок у центрі Ростова-на-Дону. Пролягає від Береговий вулиці (практично набережна Дону) до вулиці Варфоломеєва. Нумерація будинків ведеться від Берегової вулиці.

## Історія
Газетний провулок до Жовтневої революції називався Казанським, за назвою церкви, що розташовувалася між Микільською та Казанською вулицями (нині вулиці Соціалістична і Серафимовича). Газетним названий після революції. У Казанському провулку, від Тургенєвської до Великої Садової, охоче селилися юристи, лікарі, будівельні підрядники. Місце вважалося престижним.
У часи НЕПа за Газетним провулком закріпилася слава району «червоних ліхтарів»: підприємливі бабусі здавали там свої кімнати повіям цілими кварталами. Ця віха історії провулка на газетному закінчилася після 1926 року. Всіх повій з Газетного відловили і організовано відправили на Соловки.

## У газетному розташовані
- Газетний, 8 — Будинок Врангеля (архітектор Н. А. Дорошенко).
- Газетний, 9 — проживав поет Рюрик Рок
- Газетний, 18 — Солдатська синагога (архітектор Е. Шульман).
- Газетний, 25 — Будинок Волкенштейна.
- Газетний, 32 — в цьому будинку жив актор і режисер Олександр Кайдановський.
- Газетний, 39 — Прибутковий будинок М. О. Кулакова.
- Газетний, 45 — Прибутковий будинок А. П. Машонкіна.
- Газетний, 46 — Туалет на газетному
- Газетний, 47-б — Будинок Н. Ф. Солодова / Будинок вчителя (архітектор Н. А. Дорошенко).
- Газетний, 84 — Rock-&-Roll cafe «Асмолов» (будівля Табачною фабрики).